# Dschibril ar-Radschub

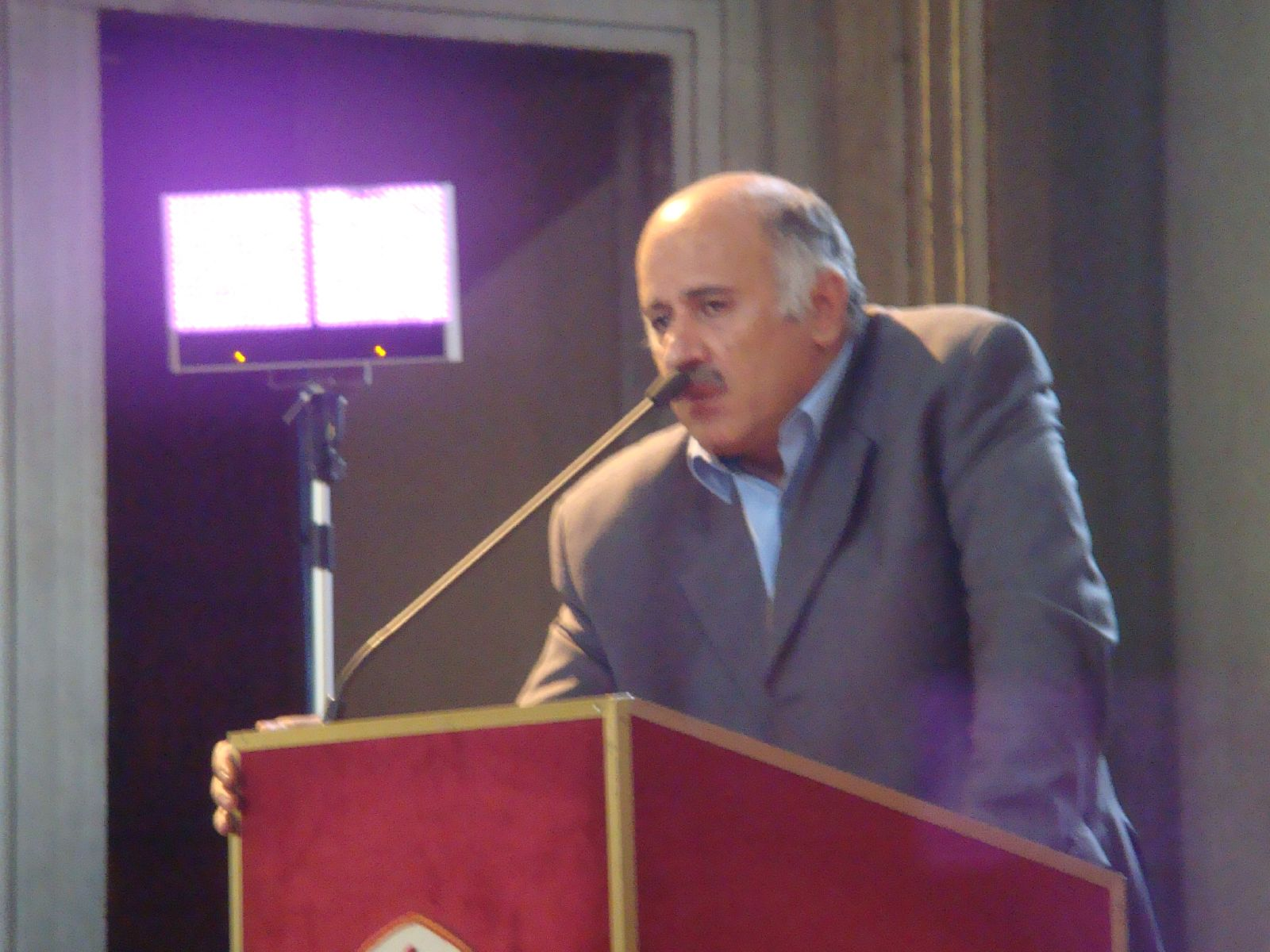
Dschibril ar-Radschub (2007)

Dschibril ar-Radschub (arabisch جبريل الرجوب, DMG Ǧibrīl ar-Raǧūb; * 1953 in Dura bei Hebron) ist ein palästinensischer Politiker. Unter Jassir Arafat war der Fatah-Politiker Sicherheitschef der Palästinensischen Autonomiebehörde im Westjordanland und stand damit dem Preventive Security Service vor. 2003 wurde er Nationaler Sicherheitsbeauftragter. Seine Kunya lautet Abu Rami.

## Leben

### Politik
Dschibril ar-Radschub stammt aus einer Bauernfamilie und wurde mit 15 Jahren wegen des Wurfs einer Handgranate auf israelische Soldaten zu lebenslanger Haft verurteilt. Im Gefängnis lernte er so gut Hebräisch, dass er Menachem Begins Buch Die Revolte ins Arabische übersetzen konnte. Nach 17 Jahren kam er 1985 im Rahmen einer Amnestie frei. Zum Beginn der Ersten Intifada wurde er 1988 von Israel in den Libanon ausgewiesen und ging nach Tunis zu Arafat ins Exil. Dort bereitete er den Aufbau eines palästinensischen Sicherheitsdienstes vor.
Mit Einführung der Autonomie durfte Dschibril ar-Radschub 1994 ins Westjordanland zurückkehren, wo er sich selbst zum Sicherheitschef machte und in Jericho eine Polizeimacht mit 5.000 Mann aufbaute. Seine Sicherheitskräfte übernahmen die Kontrolle in den von der israelischen Armee geräumten Gebieten im Westjordanland, während im Gazastreifen sein Konkurrent Mohammed Dahlan verantwortlich war. Er positionierte sich stets gegen die „Heuchlerbande“ der mit Arafat aus Tunis zurückgekehrten Politiker und setzte lieber auf die Akteure der Intifada. Er war auch ein Befürworter der Zwei-Staaten-Lösung und damit auf gleicher Linie mit Sari Nusseibeh, der ihn einen: „guten Freund“ nennt. Zu Beginn der Autonomie gab es rege Zusammenarbeit mit den israelischen Sicherheitsdiensten und der CIA, was ihm Kritik aus der Bevölkerung einbrachte. 1996 bis 1997 gingen seine Kräfte entschieden gegen die Hamas vor und ar-Radschub stellte sich gegen deren Einfluss auf die Autonomiebehörde. Das brachte ihm den Vorwurf ein, jeden zu verhaften, den Israel verhaftet haben wolle. Seine Leute seien dabei nicht besser als die Israelis, hieß es. Menschenrechtsorganisationen warfen ihnen den Einsatz von Folter und andere Rechtsverletzungen vor.
In der Zweiten Intifada warnte Dschibril ar-Radschub Arafat eindringlich vor dem Einsatz von Gewalt gegen Israel, vor allem gegen Zivilisten. Er versuchte seine Truppen aus den Kampfhandlungen herauszuhalten, verlor aber im Laufe der Auseinandersetzungen die Kontrolle über seine Männer, was auch daran lag, dass Israel gezielt Angriffe gegen seine Institutionen startete und am 20. Mai 2001 auch ar-Radschub persönlich durch Beschuss seines Hauses ins Visier nahm. Daraufhin zog er sich aus der Öffentlichkeit zurück. Beim Einmarsch der israelischen Armee in Hebron im Februar 2002 und in Ramallah mit der Belagerung der Muqataa im März 2002 ließ er seine (inzwischen dezimierte) Polizei nicht zur Verteidigung ausrücken. Am 3. April wurde sein Hauptquartier in Baituniya angegriffen, wobei er nach Vermittlung durch die CIA entkam, aber ca. 50 versteckte Islamisten gefangen genommen wurden. Deshalb beschimpfte ihn Arafat als „Versager“ und „Verräter“ und entließ ihn am 2. Juli 2002 mit vorgehaltener Pistole.
Im August 2003 bildete Arafat auf Druck der USA die Regierung um, ar-Radschub wurde zum Nationalen Sicherheitsbeauftragten ernannt, sein Konkurrent Muhammad Dahlan wurde Sicherheitsminister. Zu dieser Zeit änderte sich sein Verhältnis zur Hamas und er befürwortete deren Mitarbeit in der Autonomiebehörde als politische Partei. Als Vermittler bevorzugte er die Ägypter gegenüber den Jordaniern.
Bei den letzten Parlamentswahlen im Januar 2006 trat Dschibril ar-Radschub als Kandidat für das Parlament an, verlor aber gegen einen Kandidaten der Hamas, der gegen die Zwei-Staaten-Lösung ist.
Als Vorsitzender des Palästinensischen Olympischen Komitees nannte er im Juli 2012 die Petition, eine Schweigeminute für die elf israelischen Athleten zu halten, die 1972 bei den olympischen Spielen in München durch arabisch-palästinensische Terroristen der PFLP ermordet wurden, „rassistisch“. In einem Interview mit dem libanesischen TV-Sender Al-Mayadeen am 30. April 2013 sagte Rajoub: „Wir haben keine Atombombe, aber ich schwöre, wenn wir eine Atombombe hätten, hätten wir sie diesen Morgen benutzt.“
Als Präsident des Palästinensischen Fußballverbandes beantragte er 2015 den Ausschluss Israels aus der FIFA. Diesen Antrag zog der Verband nach Intervention „befreundeter Funktionäre“ vor der Abstimmung zurück. Die FIFA sperrte Dschibril ar-Radschub für zwölf Monate als Präsident des palästinensischen Fußballverbands und belegte ihn mit einer Geldstrafe von 20.000 Schweizer Franken, weil er Fans dazu aufgefordert hatte, Trikots des argentinischen Nationalspielers Lionel Messi zu verbrennen, sollte dieser bei einem Testspiel gegen Israel in Jerusalem auflaufen. Der Internationale Sportgerichtshof hat seinen Einspruch gegen die Entscheidung der FIFA am 18. Juli 2019 abgewiesen.

### Privat
Ein Cousin Dschibril ar-Radschubs, Musa ar-Radschub, wurde am 23. April 2003 von den al-Aqsa-Märtyrerbrigaden als Kollaborateur umgebracht. Sein jüngerer Bruder Nayif ar-Radschub ist seit 2006 Abgeordneter des Palästinensischen Legislativrates.
Dschibril ar-Radschub ist verheiratet und hat drei Kinder. Seit 2006 ist er Vorsitzender des 1962 gegründeten palästinensischen Fußballverbands.